# Gigantopecten restitutensis
Espèce
Gigantopecten restitutensis est une espèce fossile de mollusques bivalves ayant vécu au Miocène inférieur (étage Burdigalien) il y a environ entre 20 et 16 Ma avant notre ère.

## Bibliographe
- Bongrain (M.), 2013, Les accumulations de Gigantopecten restitutensis (Fontannes, 1884) (Mollusca: Bivalvia: Pectinidae) dans le Burdigalien supérieur des carrières de Ménerbes et de Lacoste (Vaucluse, bassin d’Apt, SE France) : analyse et hypothèse explicative. Geodiversitas, t. 35, vol. 3, p. 607-628